# Mannophryne
Mannophryne é um género de anfíbios da família Aromobatidae. Está distribuído pelos Andes, Cordillera de la Costa e Península de Paría na Venezuela e em Trinidad e Tobago.

## Espécies
- Mannophryne caquetio Mijares-Urrutia and Arends-R., 1999
- Mannophryne collaris (Boulenger, 1912)
- Mannophryne cordilleriana La Marca, 1994
- Mannophryne herminae (Boettger, 1893)
- Mannophryne lamarcai Mijares-Urrutia and Arends-R., 1999
- Mannophryne larandina (Yústiz, 1991)
- Mannophryne leonardoi Manzanilla, La Marca, Jowers, Sánchez, and García-París, 2007
- Mannophryne neblina (Test, 1956)
- Mannophryne oblitterata (Rivero, 1984)
- Mannophryne olmonae (Hardy, 1983)
- Mannophryne orellana Barrio-Amorós, Santos, and Molina, 2010
- Mannophryne riveroi (Donoso-Barros, 1965)
- Mannophryne speeri La Marca, 2009
- Mannophryne trinitatis (Garman, 1888)
- Mannophryne trujillensis Vargas Galarce and La Marca, 2007
- Mannophryne urticans Barrio-Amorós, Santos, and Molina, 2010
- Mannophryne venezuelensis Manzanilla, Jowers, La Marca, and García-París, 2007
- Mannophryne vulcano Barrio-Amorós, Santos, and Molina, 2010
- Mannophryne yustizi (La Marca, 1989)